# 2359 Debehogne
2359 Debehogne este un asteroid din centura principală, descoperit pe 5 octombrie 1931, de Karl Reinmuth.